# Lysandra dorylas
Lysandra dorylas är en fjärilsart som beskrevs av Stephens 1827. Lysandra dorylas ingår i släktet Lysandra och familjen juvelvingar. Inga underarter finns listade i Catalogue of Life.